# Tar Heel, North Carolina
Tar Heel är en kommun (town) i Bladen County i North Carolina. Vid 2010 års folkräkning hade Tar Heel 117 invånare.